# Crise dos reféns em In Amenas

Mapa da instalação de In Amenas

A crise dos reféns em In Amenas, na Argélia, foi uma crise na qual ocorreram duas tomadas de reféns em retaliação pela intervenção francesa no Mali numa fábrica de processamento de gás em In Amenas operada conjuntamente pela BP britânica, pela Statoil norueguesa e pela companhia petrolífera estatal argelina. Um grupo de islamitas procedentes das redes salafitas e terroristas ligados à al-Qaeda, afiliados a brigada "Signatários com Sangue" liderada por Mokhtar Belmokhtar, tomaram o complexo, onde havia centenas de trabalhadores de numerosos países. Como resposta, as forças armadas argelinas invadiram as duas áreas onde os reféns estavam retidos, com mínimos esforços aparentes de mediação, em 16 de janeiro de 2013 e em 19 de janeiro de 2013.
Esta ação, preparada por um longo tempo, permitiu que seus perpetradores exigissem a paralisação da intervenção militar francesa no Mali, lançada cinco dias antes. Mais de 800 pessoas que trabalhavam no local foram tomadas como reféns pelos terroristas. Os últimos reféns foram libertados no dia 19 de janeiro, durante uma segunda incursão pelo exército argelino que retomou o controle total da fábrica de gás.
Pelo menos 39 reféns estrangeiros foram mortos junto com um guarda de segurança argelino, assim como 29 terroristas. Um total de 685 trabalhadores argelinos e 107 estrangeiros foram libertados. Três terroristas foram capturados.